# Восстание в Ямасиро
Восстание в Ямасиро — вооружённое восстание крестьянства и мелкого самурайства в Японии периода Сэнгоку, начавшееся в сентябре 1485 года (другая дата — 16 января 1486 года). Поводом для восстания послужила общая разруха периода Сэнгоку, и, в частности, разрушительная междоусобная война между двумя братьями из рода Хатакэяма, претендовавших на право владеть провинцией Ямасиро. По требованию восставших враждующие стороны были вынуждены покинуть провинцию. На территории Ямасиро были впервые образованы органы самоуправления на уровне целой провинции, обладавшие реальной властью вплоть до 1493 года. В конце сентября 1493 года назначенный сёгуном сюго (правителем провинции) Исэ Садамити при поддержке сюго Ямато Фуруити Сумитанэ подавили последние очаги сопротивления в битве за замок Инаядзума.

## Предшествующие события
В Японии в 1477 году завершилась смута годов Онин, оказавшая особенно разорительное влияние на центральные японские провинции и Киото. Сильнее всех от междоусобных войн пострадало крестьянство и мелкое самурайство, подвергавшиеся принудительной службе в армии местных даймё, постоянным военным поборам и повинностям, а так же разграблениям со стороны воюющих сторон. После окончания смуты годов Онин, в центральных провинциях Японии не было никакого порядка, в них действовали криминальные банды акуто. Особенно сильно пострадали провинции Ямасиро, Кавати и Ямато.
Хотя официально на тот момент сюго провинции Ямасиро являлся Хатакэяма Масанага, статус провинции Ямасиро был неопределённым — это была территория клана Хатакэяма, на которую претендовали два брата: Хатакэяма Ёсинари и Хатакэяма Масанага. Во время войны годов Онин братья находились в разных лагерях: Масанага сражался на стороне Восточной армии под руководством Хосокава Кацумото, а Ёсинари на стороне Западной армии под предводительством Ямана Содзэн. Помимо территориальных претензий, оспаривавшихся в той войне, между братьями Хатакэяма так же шла борьба за титул советника сёгуна канрэй (на тот момент также находившийся у Хатакэяма Масанага). Однако война годов Онин фактически завершилась статус-кво, а значит конфликт между Масанага и Ёсинари остался неразрешённым.
Борьба между братьями разгорелась вновь в 1483—1484 гг.. Протекала борьба в форме ожесточённых боёв, от которых в первую очередь страдало местное население провинции, подвергавшееся массовым поборам, изъятием имущества и насилию со стороны обеих сторон. Несмотря на кровопролитные битвы, не одной из сторон не удавалось достигнуть преимущества. Это вело к затягиванию военных действий, что грозило обернуться ещё более длительным военным конфликтом, означавшим окончательное разорение местного населения и уничтожение экономики провинции.

## Ход восстания
Одновременно с этим в провинциях Ямато, Кавати, О:ми и Ямасиро проходят народные волнения, вызванные непрекращающимися междоусобными войнами и слабостью центрального правительства. Несмотря на попытки бакуфу предотвратить выступления, в середине сентября 1485 года в этих провинциях происходит восстание. Особенно сильным восстанием оказалось в Киото, где восстание переросло в массовый грабёж города с требованиями отмены налоговых задолженностей, уничтожения долговых расписок, а также ослабления налогового гнёта. Аналогичные выступления прошли в городе Нара, где был полностью сожжён и разграблен район Китаити. Таким образом, отсутствие сильной центральной власти и непрекращающаяся война между братьями Хатакэяма, разорявшая местное население, не оставила людям иного выбора, кроме как открыто восстать против братьев. После короткого затишья, наступившего после сентябрьских выступлений, восстание начало набирать новые обороты.
16 января 1486 года самураи и крестьяне провинции Ямасиро собрались в месте Китанакадзима и решили самостоятельно положить конец междоусобным боям братьев Хатакэяма. Этим собранием был составлен список требований к братьям Хатакэяма, за невыполнение которых население Ямасиро угрожало открытым восстанием. Всего восставшими было выдвинуто три главных требования:
1) отныне оба брата Хатакэяма должны прекратить вторгаться в пределы провинции
2) вернуть все земли их прежним владельцам;
3) не воздвигать новых таможенных застав
Братья Хатакэяма были вынуждены согласиться, поскольку на тот момент их военные силы были практически полностью истощены: у Масанага оставалось около 1500 человек, у Ёсинари — порядка 1000 человек. 22 января 1486 года войска братьев Хатакэяма покидают провинцию Ямасиро. Таким образом был положен конец междоусобице братьев Хатакэяма на территории провинции.

## Организация органов самоуправления

### Образование центральных органов самоуправления в Ямасиро
В связи с возникшим вакуумом власти, на территории Ямасиро создаётся первый орган самоуправления (慰国，со: коку), отвечавшие за создание юридических норм, регулирующих повседневную жизнь южных уездов провинции.
31 января 1486 г. на очередном заседании органа самоуправления 36 человек провинции разработали «план восстановления мира», предполагавший восстановление разрушенной инфраструктуры и экономики в провинции. В работе этого органа участвовали преимущественно самураи и зажиточные крестьяне, пользовавшиеся наибольшим авторитетом и располагавшие значительными участками земли. Главной движущей силой стали мелкие землевладельцы кокудзин.
На очередном заседании 18 марта 1486 г., через два месяца после начала восстания, представительный орган принял «Законодательное уложение провинции» (国中 法，"Кунидзю: окитэ-но хо:"), имевшее силу закона и обязательное для всех ее жителей. Это уложение было призвано обеспечить общественный порядок на территории, контролируемой повстанцами, и означало юридическое оформление новой власти и её легитимацию. Главным центром новой власти было со: коку, наделенное широкими полномочиями. Реальная власть этого собрания строилась на поддержке местного населения, надеявшегося на перемены в провинции, включая послабления в налогообложении, а так же на защиту от военного беспредела, царившего в Ямасиро в период войны между братьями Хатакэяма.

### Полномочия органов самоуправления и законодательская деятельность
Сохранилось письмо от 14 мая 1486 г., отправленное органом самоуправления в поместье Сугаи, с описанием объема месячных работ, которые необходимо выполнить крестьянам. В письме отдается приказ местному самоуправлению собрать налог хандзэй (половину продуктовой ренты с владений местных феодалов) и представить его в распоряжение самоуправления провинции Ямасиро. В конце письменного распоряжения была сделана пометка, что приказ отдан в соответствии с законодательным уложением провинции. Несмотря на то, что самоуправление взимало с владельцев поместий половину «годового налога», крестьяне были освобождены от чрезвычайного поземельного налога, соотнесенного с площадью обрабатываемой земли тансэн. Руководители самоуправления, заинтересованные в поддержке крестьян, учли их насущные требования. Тем не менее, законодательное уложение провинции Ямасиро, принятое самоуправлением южных уездов, не имело принципиальных отличий от существовавшего феодального права военного правительства бакуфу. Были лишь определённые послабления, носивших скорее популистский характер, поскольку их главной целью было стремление обеспечить поддержку нового органа самоуправления со стороны населения Ямасиро. Этот орган исполнял также судебные и политические функции. В феврале 1487 года некий продавец масла из Фусакава, прибывший из соседней провинции Ямато в провинцию Ямасиро, с целью ограбления убил человека. Самоуправление приговорило его к смертной казни через обезглавливание и приговор был приведён в действие официальными властями.

### Самоуправление в уезде Отокуни
Поскольку уезд Отокуни находился в южной части провинции Ямасиро и имел особое положение за счёт свой стратегически и экономически важной роли в связи между Киото и Нара, в уезде был создан свой собственный орган самоуправления. Во главе этой администрации стояли шесть «земельных самураев», вместо 36: Оно Кагэюки (小野景行)，Каэдэ Масамори (鶏冠井雅盛)，Такэда Накасигэ (竹田仲重)，Модзумэ Мицусигэ (物集女光重)，Тайра-но Ясухиро (平康弘)，Котари Томоёси (ネ甲足友善). Эти шесть человек не входили в число 36 членов самоуправления южной части провинции Ямасиро. Тем не менее нельзя отрицать наличия тесных связей между этими двумя организациями, нуждавшихся в поддержке друг друга при укреплении внутренней стабильности провинции.

### Окончание восстания
Бакуфу не признавало за представительным собранием Ямасиро вершить суд и направлять деятельность жителей провинции. Хатакэяма Масанага, потеряв всю фактическую власть, был вынужден отказаться от поста сюго. На его место был назначен Исэ Садамити, но назначение это было номинальным, поскольку самоуправление не признавало его власть, а сам Исэ Садамити не обладал военными силами, достаточными для подавления восстания. Утром 21 октября 1493 г. Фуруити Сумитанэ, сюго соседней провинции Ямато, при санкции сёгуна поддержал Исэ Садамити и всё же ввёл свои войска на территорию уездов Сораку и Цудзуки. Восставшие держали оборону в замке Инаядзума, стремясь не допустить полномасштабного вторжения. Однако крестьяне не поддержали самураев, пытавшихся дать отпор, что, вероятнее всего, было связано с утратой авторитета власти в глазах мелкого крестьянства. Спустя пару дней замок Инаядзума был захвачен войсками сюго. С падением гарнизона Инаядзума оставшиеся очаги сопротивления были быстро подавлены и власть сёгуната над провинцией восстановлена. В конце сентября 1493 г. самоуправление было вынуждено признать власть Исэ Садамити и было распущено. Подобный исход во многом был вызван потерей представительного собрания поддержки населения провинции. Помимо того, что исчез главный сплачивавший людей вместе фактор — угроза окончательного разорения провинции людьми братьев Хатакэяма, утрату поддержки за собой повлекла и политика представительного собрания. Помимо отсутствия возможности бедного крестьянства повлиять на проводимую собранием политику (оно в состав собрания не входило), руководство самоуправления открыто нарушало собственные обещания. После относительно короткого периода налогового послабления, размер налогов был вновь увеличен. Вопреки всему была вновь введена практика постройки застав и взимания на них пошлин. Фактически, в провинции Ямасиро стали действовать прежние феодальные порядки, а изменений, на которые надеялась большая часть бедного крестьянства, так и не произошло.